# MiG-3 (航空機)
MiG-3 / МиГ-3
第172戦闘航空連隊に引き渡されるMiG-3
(1942年2月23日撮影)
- 用途：戦闘機、偵察機
- 分類：戦闘機→偵察機
- 製造者：ミコヤン・グレヴィッチ設計局
- 運用者： ソビエト連邦（赤色空軍、防空軍、赤色海軍航空隊）
- 初飛行：1940年10月29日 (I-200 4号機) [3]
- 生産数：約3,000機
- 運用開始：1940年11月20日
- 運用状況：退役

MiG-3（ミグ3 / ロシア語：МиГ-3 ミーク・トリー）は、ソ連のミコヤン・グレヴィッチ設計局が開発し、ソヴィエト連邦赤色空軍で運用された戦闘機。後に戦術偵察機に任務が変更された。

## 概要
MiG-1を原型として、高々度用の過給器を付けた液冷エンジンAM-35Aを搭載する、高々度戦闘用の高速戦闘機である。
MiG-1からの改修点として、エンジンの変更に伴い補助燃料タンクを増設していること、キャノピー形状を変更して操縦席からの後方視界を向上させたこと、主翼の上反角を増やして機体安定性を向上させたこと、腹部のラジエーターは前方に延長されたことなどが挙げられる。
MiG-3は複合構造で、MiG-1のように外板は木とアルミニウムであった。最大速度と航続距離が十分に改善され、それぞれ約5%増加し、最大速度は627km/hから655km/hになった。5,000mの高度で最もよく性能を発揮し、ドイツの戦闘機に立ち向かうことができた。しかし、低高度ではドイツ空軍の航空機よりも低速で操縦性も悪かった。武装も十分ではないことが判明し、口径の小さい機関銃は不適当であったため、翼の下に、別に１組のベレシン BS 12.7mm機関銃を装備した。
3,000機（3,300機という説もある）が生産されたが、上記エンジンの生産中止に伴い、生産を終了した。
1941年のスターリン賞は、MiG-3を設計し、ソ連の航空業界に最新の貢献をした、アルテム・ミコヤンとミハイル・グレーヴィチに与えられた。MiG-3が唯一の例外というわけではなかったが、MiG-3は当時のドイツの戦闘機に立ち向かうことのできる優れた高高度迎撃機であった。

## 主な発展型
MiG-3（初期型）
最初の生産モデル。高出力液冷エンジンAM-35Aエンジンを搭載する。1940年12月20日に初飛行(生産1号機)。
MiG-3（後期型）
防弾鋼板の増厚、不活性化システムの実装による防御力の強化や、空戦性能の改善を目的とした前縁スラットの実装などが行われた。1941年7月10日以降生産開始。
MiG-3 AM-38
低高度における性能改善を目的として試験されたAM-38エンジン搭載型。1941年7月31日初飛行。
I-210（MiG-9）
空冷エンジンであるM-82を搭載した試作機。前線における評価が行われたが、性能が見込みより低く採用されなかった。この名称は戦後のジェット機であるMiG-9で再利用された。
I-211（MiG-9Ye）
I-210のカウルを再設計し、エンジンをM-82Fに換装したもの。性能は大幅に改善されたが、既存の生産ラインを置き換えるほどでは無いとし、こちらも不採用に終わった。
I-230（MiG-3U）
空力洗練として冷却器周りなど各部の再設計を行った改良型。機首にはShVAK 20mm機関砲を2門を備えており、MiG-3より大きく強化されている。防空部隊に送られ試験が行われたが、AM-35エンジンの生産終了により量産に入ることは無かった。
I-231
I-230にAM-39Aエンジン (離昇1,800hp) を搭載した強化型。1943年に試験が行われているが、AM-39A自体が試作に終わった為量産されなかった。

## 諸元
出典: MiG: Fifty Years of Secret Aircraft Design
諸元
- 乗員: 1名
- 全長: 8.25 m （27 ft 1 in）
- 全高: 3.30 m （10 ft 9 7/8 in）
- 翼幅: 10.20 m（33 ft 5 in）
- 翼面積: 17.44 m2 （188 ft2）
- 翼型: クラーク YH
- 空虚重量: 2699 kg （5965 lb）
- 運用時重量: 3355 kg （7415 lb）
- 動力: ミクーリン AM-35A 液冷V12気筒 レシプロ、993 kW （1350 hp）   × 1

性能
- 最大速度: 640 km/h(655 km/h[4]) （398 mph, 346 kt） 高度 7800 m
- 航続距離: 820 km （510 mi, 443海里）
- 実用上昇限度: 12,000 m （39,400 ft）
- 上昇率: 8000 m まで12分 （26,250 ft まで12分）
- 翼面荷重: 155 kg/m2 （39.3 lb/ft2）
- 馬力荷重（プロペラ）: 0.30 kW/kg （0.40 hp/kg, 0.18 hp/lb）

武装
- 固定武装: 
12.7 mm UBS 機関銃 × 1、
7.62 mm ShKAS 機関銃 × 2

- 一部の機体は、上記に加えて 12.7 mm UBK 機関銃 × 2を翼下に備えるものもある。
- 固定武装のバリエーションには、12.7 mm UBS機関銃 × 2、または 20mm ShVAK 機関砲 × 2の個体も存在する。

- 爆弾: 100 kg 爆弾 × 2 あるいは 82 mm RS-82 ロケット弾 × 6

## 現存する機体
| 型名  | 番号         | 機体写真 | 所在地                  | 所有者           | 公開状況 | 状態     | 備考                                                                  |
| ----- | ------------ | -------- | ----------------------- | ---------------- | -------- | -------- | --------------------------------------------------------------------- |
| MiG-3 | SEAV.02.0154 |          | アメリカ ヴァージニア州 | 軍事航空博物館   | 公開     | 飛行可能 |                                                                       |
| MiG-3 | 3872         |          | ロシア                  |                  | 公開     | 飛行可能 |                                                                       |
| MiG-3 |              |          | ロシア                  | ルサヴィア社     | 非公開   | 飛行可能 |                                                                       |
| MiG-3 |              |          | ロシア                  | 第49軍兵士記念碑 | 公開     | 静態展示 |                                                                       |
| MiG-3 | レプリカ     |          | ロシア モスクワ州       | 空軍中央博物館   | 公開     | 静態展示 | 機首側面にある0.732のステンシルは、機体のプロペラ減速比を示している。 |

## 脚柱
1. Khazanov and Medved (2012), p92
2. ↑  Khazanov and Medved (2012), p92
3. 1 2  世界の傑作機 No.149 第二次大戦ミグ戦闘機 (2013), p14
4. 1 2 3 4 5 6 7 8 9  木村 1981, p. 232.
5. ↑  Belyakov, R.A. and Marmain, J. (1994). MiG: Fifty Years of Aircraft Design. Shewsbury, UK: Airlife. pp. p.31
6. ↑  世界の傑作機 No.149 第二次大戦ミグ戦闘機 (2013), p59